# Tönungsfolie

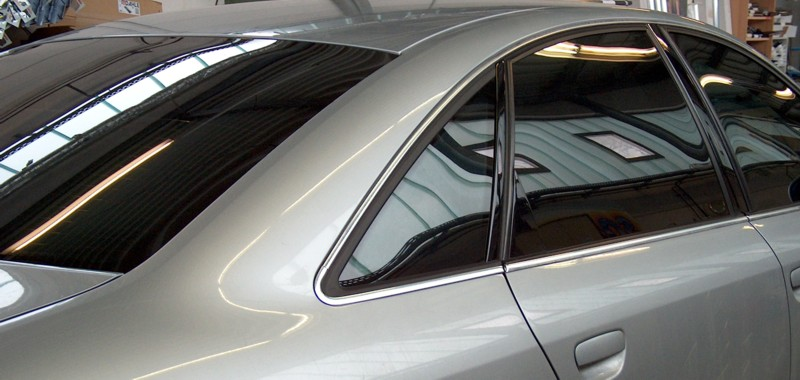
Audi A6 mit getönten Scheiben

Eine Tönungsfolie ist vorwiegend eine im Automobilbereich eingesetzte PET-Folie, die zur Verdunkelung der Autoscheiben ab der B-Säule verwendet wird. Tönungsfolien gibt es in verschiedenen Lichtdurchlässigkeitsgraden (Visual Light Transmittance) und Farbschattierungen. Unabhängig vom Tönungsgrad einer Folie schützen hochwertige Glasfolien vor dem infraroten (IR) und ultravioletten (UV) Anteil der Sonnenstrahlung und bieten einen Splitterschutz.

## Aufbau
Eine Tönungsfolie besteht aus einer oder mehreren Lagen von PET-Folien. Auf der Folie befindet sich eine Klebeschicht, die meist aus Acryl-Harz besteht. Dieser Kleber ist durch eine zusätzliche Schutzfolie abgedeckt. Einlagige Folien bleichen durch die Sonnenstrahlung relativ schnell aus und bekommen dabei einen Lilastich bis hin zum gänzlichen Verblassen nach mehreren Jahren. Mehrlagige Folien hingegen sind sehr widerstandsfähig und kratzfest. Sie unterliegen kaum diesem Ausbleichungsprozess. Die Hersteller geben teils lange Garantien auf die Qualität dieser Folien.

## Verarbeitung
Die Tönungsfolie wird nach dem Anpassen und Zuschneiden von innen auf die Autoscheibe verklebt. Da die Folien aus PET sind, lassen sie sich nicht einfach ziehen oder dehnen. Durch die heutigen mehr oder weniger gekrümmten Autoscheiben ist ein falten- oder blasenfreies Verlegen schwierig. Dies betrifft besonders die häufig stark gekrümmten Heckscheiben. Die Folien müssen mit einem Heißluftfön bei ca. 240 Grad auf die Scheibenform „geschrumpft“ werden. Dies braucht sehr viel Übung und Erfahrung, da diese PET-Folien bei ca. 250 Grad „verbrennen“ und dann unbrauchbar sind.

## Zweck
Die Folie gibt dem Wagen ein anderes Aussehen und gewährt bei entsprechender Undurchlässigkeit einen guten Sichtschutz. Zusätzlich reduziert sie die Aufheizung des Innenraumes eines Fahrzeugs und wird auch als Sonnenschutz verwendet. Fast alle Tönungsfolien absorbieren die aggressive UV-A und UV-B Strahlung bei ca. 360 nm zu ca. 99 %. Diese Strahlen tragen im Wesentlichen zum Ausbleichen von Materialien im Innenraum bei und schädigen die Haut der Insassen. Je nach Art und Tönung der Folien weisen diese die Wärmestrahlung der Sonne um bis zu 92 % zurück und verringern das Aufheizen des Fahrzeuginnenraumes.
Durch ihre Splitterschutzwirkung stellen Tönungsfolien einen zusätzlichen Schutz vor Glassplittern bei einem Unfall dar. Außer der Frontscheibe aus Verbundsicherheitsglas bestehen die weitaus meisten Autoscheiben noch immer aus herkömmlichen Einscheibensicherheitsglas. Dessen Splitter können bei einem Unfall Verletzungen verursachen. Tönungsfolien können Glassplitter binden und die Verletzungsgefahr so vermindern.

## Rechtliches
In Deutschland dürfen nur zugelassene Folien, die eine Allgemeine Bauartgenehmigung (ABG) haben, in Fahrzeugen verlegt werden. Dies geht aus §22a Abs. 1, Nr. 3 StVZO hervor. Die ABG-Nummer muss auf allen verlegten Folien sichtbar sein. Die Bescheinigung ist mitzuführen und auf Verlangen vorzuweisen. Eine Eintragung durch den TÜV ist nicht notwendig. Die Tönungsfolien dürfen nur an den für die Sicht des Fahrers nicht relevanten Scheiben, also den hinteren Seitenscheiben ab der B-Säule und der Heckscheibe verlegt werden. Wird die Heckscheibe durch Folie getönt, wird ein zweiter Außenspiegel am Fahrzeug zur Pflicht.
An der Windschutzscheibe und den Seitenscheiben darf lediglich eine Fläche von 0,1 m² durch (Tönungs-)Folie bedeckt sein. Diese Regelung wurde eingeführt, um das Anbringen von Vignetten und Plaketten möglich zu machen. Häufig werden diese 0,1 m² genutzt um einen sogenannten Sonnenblendstreifen am oberen Rand der Windschutzscheibe anzubringen. Dabei muss grundlegend „ein ausreichendes Sichtfeld unter allen Betriebs- und Witterungsverhältnissen gewährleistet sein.“ So darf bei einer 1 m breiten Scheibe der Blendkeil maximal 10 cm hoch sein. Bedeckt bereits eine Plakette einen Bereich von 0,01 m², dann darf der Blendstreifen bei 1 m Breite maximal 9 cm hoch sein. In die Berechnung einbezogen werden auch Folien bzw. Aufkleber aus Folien die auf den Seitenscheiben angebracht sind.
Das großflächige Verkleben von Folien auf den Front- und Seitenscheiben ist nur zulässig, wenn der Einsatz der Folie auf diesen Scheiben in der ABG ausdrücklich vorgesehen ist. Um die Einhaltung aller nötigen Bedingungen sicherzustellen, wird nach dem Verkleben eine Änderungsabnahme nach §19 Abs. 3 StVZO fällig.